# Collix psephana
Collix psephana là một loài bướm đêm trong họ Geometridae.